# Baiyintala
Baiyintala (kinesiska: 白音他拉, 白音他拉苏木) är en socken i Kina. Den ligger i den autonoma regionen Inre Mongoliet, i den norra delen av landet, omkring 800 kilometer öster om regionhuvudstaden Hohhot. Antalet invånare är 17352. Befolkningen består av 8 590 kvinnor och 8 762 män. Barn under 15 år utgör 17,0 %, vuxna 15-64 år 75 %, och äldre över 65 år 7,0 %.
Genomsnittlig årsnederbörd är 568 millimeter. Den regnigaste månaden är juli, med i genomsnitt 159 mm nederbörd, och den torraste är januari, med 2 mm nederbörd.